# Фомино (Ленинградская область)
Фомино — деревня в Доможировском сельском поселении Лодейнопольского района Ленинградской области.

## История
На карте Санкт-Петербургской губернии Ф. Ф. Шуберта 1834 года упоминается деревня Фомина или Шумихина, состоящая из 34 крестьянских дворов.

ФОМИНА — деревня принадлежит Казённому ведомству, число жителей по ревизии: 82 м. п., 95 ж. п. (1838 год)

Как деревня Шумихина из 34 дворов она отмечена на карте Ф. Ф. Шуберта 1844 года.

ФОМИНА — деревня Ведомства государственного имущества, по просёлочной дороге, число дворов — 37, число душ — 87 м. п. (1856 год)

ФОМИНА (ШУМИХИНА) — деревня казённая при реке Ояте, число дворов — 36, число жителей: 96 м. п., 110 ж. п. (1862 год)

Согласно военно-топографической карте Санкт-Петербургской и Новгородской губерний 1863 года деревня также называлась Фомина (Шумихина).
В конце XIX — начале XX века деревня административно относилась к Доможировской волости 3-го стана Новоладожского уезда Санкт-Петербургской губернии.
По данным «Памятной книжки Санкт-Петербургской губернии» за 1905 год село Фомино входило в Фоминское сельское общество.
С 1917 по 1919 год деревня входила в состав Доможировской волости Новоладожского уезда.
С 1919 года в составе Фоминского сельсовета Пашской волости Волховского уезда.
С 1924 года в составе Доможировского сельсовета.
С 1927 года в составе Пашского района.
Согласно карте Ленинградской области Северо-западного аэрогеодезического треста ГГУ издания 1932 года деревня насчитывала 19 крестьянских дворов.
По данным 1933 года деревня Фомино входила в состав Доможировского сельсовета Пашского района.

Деревня Фомино на карте РККА 1940 года

На 1 января 1950 года в деревне Фомино числилось 64 хозяйства и 185 жителей.
С 1955 года в составе Новоладожского района.
В 1958 году население деревни составляло 135 человек.
С 1963 года в составе Волховского района.
По данным 1966 и 1973 годов деревня Фомино входила в состав Доможировского сельсовета Волховского района.
По данным 1990 года деревня Фомино входила в состав Доможировского сельсовета Лодейнопольского района.
В 1997 году в деревне Фомино Доможировской волости проживали 30 человек, в 2002 году — также 30 человек (все русские).
С 1 января 2006 года в составе Вахновакарского сельского поселения.
В 2007 году в деревне Фомино Вахновокарского СП проживали 15 человек, в 2010 году — 17.
С 2012 года в составе Доможировского сельского поселения.

## География
Деревня расположена в западной части района к северу от автодороги Р21 (E 105) «Кола» (Санкт-Петербург — Петрозаводск — Мурманск).
Расстояние до административного центра поселения — 3 км.
Расстояние до ближайшей железнодорожной станции Оять-Волховстроевский — 5 км.
Деревня находится на левом берегу реки Оять.

## Демография
| 1838 | 1862 | 1950 | 1958 | 1997 | 2007 | 2010 |
| ---- | ---- | ---- | ---- | ---- | ---- | ---- |
| 177  | ↗206 | ↘185 | ↘135 | ↘30  | ↘15  | ↗17  |
| 2014 | 2017 |      |      |      |      |      |
| ↘10  | ↘9   |      |      |      |      |      |

### Национальный состав
Согласно данным Всероссийской переписи населения 2021 года в деревне проживали 7 человек, все русские.

## Инфраструктура
По данным администрации Доможировского сельского поселения:
- на 1 января 2014 года в деревне было зарегистрировано 7 домохозяйств и 13 жителей[26].
- на 1 января 2021 года в деревне было зарегистрировано 4 домохозяйства и 6 жителей[27].